# Arved Kurtz
Arved Kurtz (* 29. Juni 1899 in Sankt Petersburg; † 23. März 1995 in New York City, New York, USA) war ein klassischer Geiger, Dirigent und Musikpädagoge.
Kurtz entstammte einer Musikerfamilie, sein Bruder Edmund Kurtz war Cellist, Efrem Kurtz Dirigent. Er studierte in seiner Heimatstadt bei Leopold Auer und setzte seine Ausbildung in Deutschland und in Paris (u. a. bei Marcel Chailley) fort. 1927 leitete er ein Sinfonieorchester in Stuttgart, fünf Jahre war er Mitglied des Orchesters der Staatsoper Berlin. 1931 und 1933 war er Konzertmeister im Orchester der Bayreuther Festspiele. Mitte der 1930er Jahre reiste er über die USA nach Australien und wurde Lehrer am Elder Conservatorium der University of Adelaide, dessen Streichquartett er leitete. Kurtz übersiedelte in der Folge nach New York, dort wurde er 1945 zum Director, 1952 zum President des New York College of Music bestellt, 1965 wurde er in den Ruhestand verabschiedet.